# 괴산군의 지질

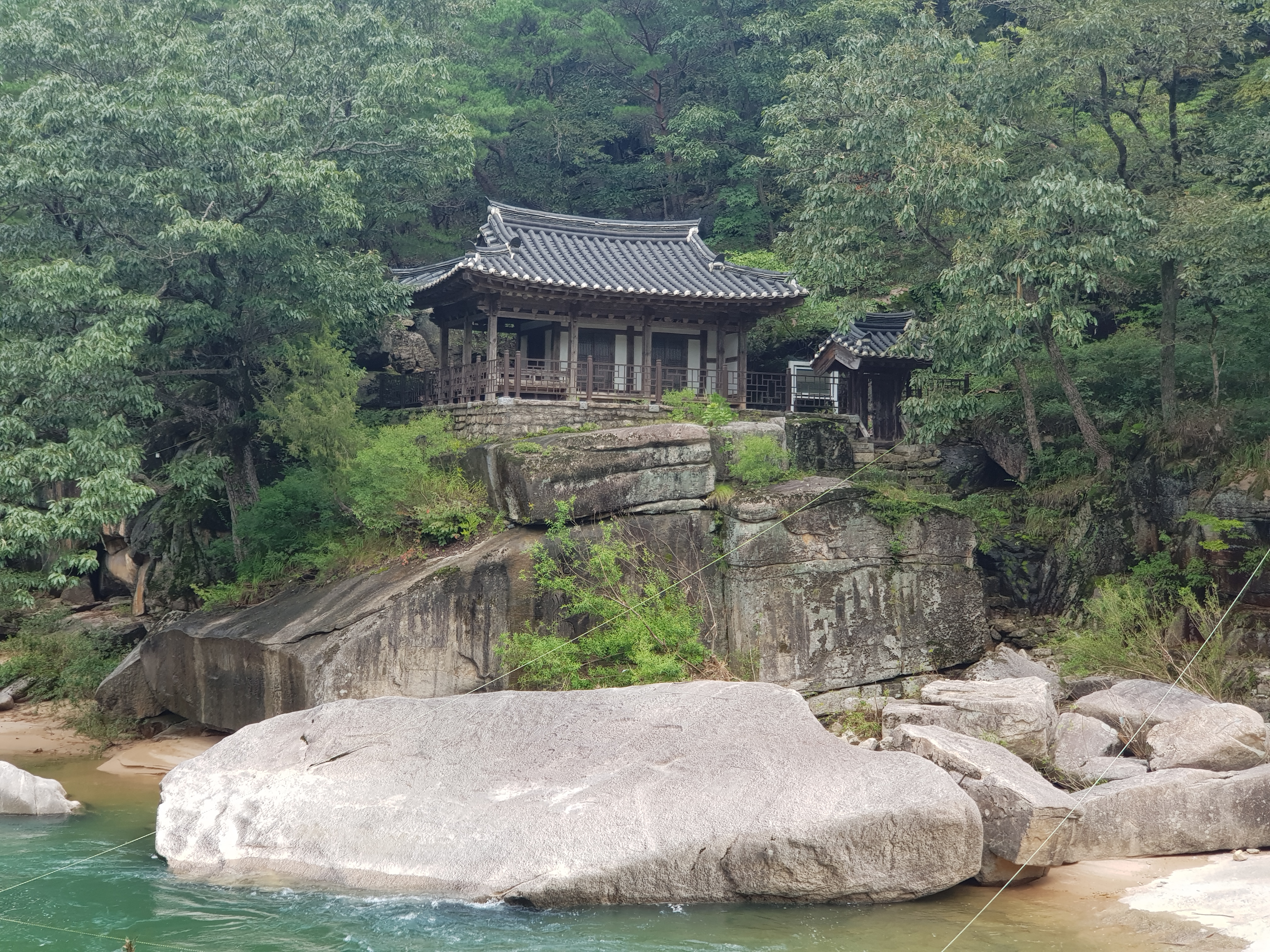
괴산 화양구곡의 중생대 백악기 우백질 반상 화강암

본 문서에서는 충청북도 괴산군의 지질과 괴산군 덕평리의 우라늄 광화대 및 괴산 화양구곡 등 지질유산에 대해 설명한다.

## 개요
충청북도 괴산군은 옥천 습곡대 가운데에 위치하며 옥천대의 변성퇴적암 지층 옥천 누층군과 이를 관입한 중생대의 화강암으로 구성된다. 괴산군 덕평리 지역에는 옥천 누층군의 탄질점판암 중에 우라늄이 함유되어 있다. 괴산군의 화강암은 괴산군 북서부 사리면~소수면 지역의 쥐라기 대보 화강암과, 괴산군 남동부 속리산국립공원 도명산~백악산~대야산 지역에 분포하는 백악기의 불국사 화강암으로 구분된다. 청천면 남동부 조항산~청화산 지역에는 백악기의 안산암이 분포한다. 
1:5만 지질도 상으로, 
- 음성 지질도폭(1976) 남동부 (사리면 북부, 소수면 북서부)[2]
- 충주 지질도폭(1965) 남부 (소수면 북동부, 불정면, 감물면 북부, 장연면 북부)[3]
- 증평 지질도폭(1971) 동부 (사리면 중·남부, 소수면 남서부, 청안면, 문광면 서부, 청천면 부성리, 설운산)[4]
- 괴산 지질도폭(1972) 전역 (소수면 남동부, 문광면 중·동부, 괴산읍, 감물면 남부, 장연면 남부, 청천면 북부, 칠성면, 연풍면 서부)[5]
- 문경 지질도폭(1967) 서부 (연풍면 동부, 문경새재, 조령산, 이화령, 백화산, 희양산)[6]
- 미원 지질도폭(1979) 북동부 (청천면 선평리, 청천리 일부)[7]
- 용유리 지질도폭(1973) 북서부 (청천면 남부, 도명산, 백악산, 대야산, 조항산[8]

에 해당한다.

## 옥천 누층군(충주~괴산~청주 지역)
옥천 누층군은 옥천 습곡대에 발달하는 변성퇴적암 지층으로, 심한 변형 작용을 받아 화석이 거의 없고 구조적 해석이나 방사능 절대연령 측정도 어려워 아직까지도 그 형성 시기와 조선 누층군과의 관계가 명확하게 밝혀지지 않았다. 옥천 누층군의 퇴적 시기에 대해서는 선캄브리아기라는 주장과 캄브리아기 이후라는 두 가지 주장이 대립하고 있다. 충주(1965), 황강리(1965), 제천(1967) 지질도폭에서 옥천 누층군은 시대 미상의 암석으로 분류되었으나, 장기홍(1972)은 충주시의 향산리 돌로마이트질 석회암층에서 고배류(古盃類; Archeocyatha) 화석을 발견하였고 이에 따라 계명산층을 선캄브리아기로, 향산리 돌로마이트층, 대향산 규암층, 문주리층 및 창리층을 조선 누층군에 대비하였으며 이재화 외(1989)는 황강리층에서 오르도비스기에 해당하는 코노돈트 화석을 발견하여 적어도 옥천 누층군의 일부는 고생대에 해당한다는 주장도 제기되었다. 클루젤 외(1991, 1992)는 옥천 누층군과 조선 누층군의 지층들은 동일 시대의 지층으로, 두 누층군의 암상의 차이는 분지의 깊이에 따른 횡적 퇴적상의 변화(lateral equivalent)로 보았다.
그러나 보다 최근에는 옥천 누층군이 조선 누층군 이전의 지층이라는 주장도 나오고 있다. 옥천 누층군 중 계명산층과 문주리층는 적어도 선캄브리아기에 해당하는 U-Pb 연대측정 결과가 나왔으나, 황강리층은 코노돈트 화석과 CHIME 연령(369±10 Ma; 데본기)과 SHRIMP U-Pb 연령(최저 746±32 Ma; 신원생대)이 모두 다른 결과를 보이고 있다. 최덕근 외(2012)는 옥천 누층군이 모두 선캄브리아기에 해당하는 것으로 보았으며, 장기홍(1972)이 발견한 고배류 화석이 사실 고배류 화석이 아니라고 밝혔다. 그리고 충주호 지역에서 옥천 누층군이 단층에 의해 고생대의 조선 누층군 위로 충상되어 있다고 해석했다. 그러나 이상과 같은 여러 연구에도 같은 옥천대 내에 분포하는 조선 누층군과 옥천 누층군이 서로 대비가 되느냐, 더 나아가 옥천 누층군의 지질시대가 선캄브리아기냐 고생대 이후냐 하는 문제는 현재까지도 해결되지 않은 미지의 문제로 남아 있다.
| 지질시대                        | 충주 지질도폭 (1965)                         | 김옥준 (1968)                                         | 손치무 (1970) | 손치무 (1970)                                          | Reedman et al.(1973) | Reedman et al.(1973)                                  | Lee (1974)                               | Chough & Bahk (1992)                            | Lee (1995) | Lee (1995)                                   | 이민성 외 (1998)                             | 임순복 외 (2005, 06, 07)   | 최덕근 외 (2012) | 최덕근 외 (2012)                         |
| ------------------------------- | -------------------------------------------- | ----------------------------------------------------- | ------------- | ------------------------------------------------------ | -------------------- | ----------------------------------------------------- | ---------------------------------------- | ----------------------------------------------- | ---------- | -------------------------------------------- | -------------------------------------------- | -------------------------- | ---------------- | ---------------------------------------- |
| 트라이아스기                    | -                                            | -                                                     | -             | -                                                      | -                    | -                                                     | 황강리층                                 | -                                               | -          | -                                            | -                                            | -                          | -                | -                                        |
| 페름기 석탄기 데본기 실루리아기 | 문주리층 황강리층 명오리층 북노리층 서창리층 | -                                                     | 옥천층군      | 황강리층 운곡리층 서창리층 문주리층 미원층 대향산 규암 | -                    | -                                                     | -                                        | 문주리층 황강리층 한수 석회암 명오리층 북노리층 | -          | -                                            | 문주리층 황강리층 명오리층 북노리층 서창리층 | E 층 비봉층 C 층 B 층 A 층 | -                | -                                        |
| 페름기 석탄기 데본기 실루리아기 | 문주리층 황강리층 명오리층 북노리층 서창리층 | -                                                     | 충주층군      | 대향산층 계명산층                                      | -                    | -                                                     | -                                        | 문주리층 황강리층 한수 석회암 명오리층 북노리층 | -          | -                                            | 문주리층 황강리층 명오리층 북노리층 서창리층 | E 층 비봉층 C 층 B 층 A 층 | -                | -                                        |
| 오르도비스기 캄브리아기         | 조선계 고운리층                              | 조선 누층군                                           | 조선 누층군   | 조선 누층군                                            | 충주층군             | 삼태산층 계명산층 대향산층                            | 문주리층 대향산 규암 향산리 돌로마이트층 | 서창리층 계명산층 향산리 돌로마이트층 대향산층  | 덕평층군   | 명오리층 내사리층 황강리층 구룡산층 화전리층 | 고운리층 조선 누층군                         | F 층 황강리층              | -                | -                                        |
| 오르도비스기 캄브리아기         | 조선계 고운리층                              | 조선 누층군                                           | 조선 누층군   | 조선 누층군                                            | 충주층군             | 삼태산층 계명산층 대향산층                            | 문주리층 대향산 규암 향산리 돌로마이트층 | 서창리층 계명산층 향산리 돌로마이트층 대향산층  | 미원층군   | 운교리층 증평층                              | 고운리층 조선 누층군                         | F 층 황강리층              | -                | -                                        |
| 선캄브리아기                    | -                                            | 군자산층 황강리층 창리층 (서창리층+명오리층) 문주리층 | -             | -                                                      | 옥천층군             | 문주리층 황강리층 명오리층 북노리층 서창리층 고운리층 | 계명산층                                 | -                                               | -          | -                                            | -                                            | MV 층                      | 수안보층군       | 고운리층 명오리층 황강리층 문주리층      |
| 선캄브리아기                    | -                                            | 군자산층 황강리층 창리층 (서창리층+명오리층) 문주리층 | -             | -                                                      | 옥천층군             | 문주리층 황강리층 명오리층 북노리층 서창리층 고운리층 | 계명산층                                 | -                                               | -          | -                                            | -                                            | MV 층                      | 충주층군         | 대향산 규암 향산리 돌로마이트층 계명산층 |

### 계명산층
계명산층(Gyemyeongsan formation)은 충주시 계명산에서 이름이 유래되었으며 철 광상이 발달한다. 괴산군 내에서는 불정면 북서부~소수면 길선리, 수리 지역에 북북동-남남서 방향으로 발달한다. 충주 지질도폭(1967)에 의하면 계명산층은 계명산을 중심으로 충주시내를 둘러싸듯이 U자 비슷한 형태로 넓게 분포하는 지층이다. 충주 일대에서 철광상(鐵鑛床)을 발달시키고 있는 계명산층은 각섬석-흑운모편마암, 적철석-자철석-석영편암, 견운모-석영편암, 흑운모-석영편암, 백운모-석영편암, 석영-흑운모편마암, 대상(帶狀)석영-흑운모편마암 등으로 구성된 준(準)편마암류이며 백색-회색 돌로마이트질 석회암이 협재된다. 충주시 대소원면과 괴산군 불정면의 경계 지역에서의 이 층에는 다수의 철 및 중정석 광상이 발달하며 지층 편리의 주향과 경사는 북동 65~75°및 북서 60~70°가 일반적이다.

### 문주리층
괴산 지질도폭(1972)에 의하면 문주리층은 괴산군 칠성면 송동리에서 문광면 옥성리, 흑석리, 우라늄 광화대가 있는 청천면 덕평리, 지촌리, 후영리까지 분포하며 수 개의 단층과 소규모 습곡으로 인해 반복 노출된다.
용유리 지질도폭(1973)에 의하면 괴산군 청천면 상신리에서 보은군 산외면 대원리, 원평리까지 그리고 산외면 문암리-보은읍 종곡리 경계 지역에 분포하며 하위의 이원리층과는 점이적인 변화를 나타내는 정합으로 보인다. 주로 녹니석편암으로 구성되고 보은읍 종곡리에는 소량의 운모편암도 있다. 산외면 대원리 일대에서 편리의 주향은 북동 28~58°, 경사는 북서 35~77°이다.

### 미동산층
미동산층(Midongsan Formation, 米東山層)은 괴산군에서 청주시까지 북동-남서 방향으로 분포하는 지층이다. 표식지는 미원 지질도폭 지역인 청주시 상당구 미원면의 미동산(559 m) 지역이다.
증평 지질도폭(1971)에 의하면 좌구산층군 견운모규질편암층(CEjq)은 괴산군 청안면 장암리, 그리고 증평군 증평읍 율리와 청주시 미원면 대덕리의 경계에 위치한 좌구산(657.7 m) 일대에 분포하며 유백색 규암, 담갈색 또는 회갈색의 (함력)석영편암, 석영-견운모/백운모편암 등으로 구성된다. 이 지층은 좌구산 일대에서 등사습곡 구조를 보인다.
괴산 지질도폭(1972)에 의하면 괴산군 문광면 문법리 지역에서 장암리층을 정합으로 덮으며 대향산 규암층에 대비된다. 담갈색~회백색의 함력규질편암, 엽리상 석영-운모편암, 석영편암, 유백색 규암 등 변성퇴적암으로 구성된다. 대체로 배사 습곡 구조를 이루며 발달하며 지층의 주향과 경사는 대체로 북동 40°및 북서 65°가 우세하다.

### 운교리층
증평 지질도폭(1971)의 백봉리층군 사질천매암층은 운교리층으로 연속되며 괴산군 문광면 양곡리, 청천면 부성리, 청안면 남동부, 청주시 미원면, 증평군 증평읍 율리 일대에 광범위하게 분포하며 대부분 암/적갈색, 암/녹회색의 사질천매암으로 구성되며 변질도가 더 높은 점문상 운모편암이나 녹니석편암이 협재된다.
괴산 지질도폭(1972)에 의하면 운교리층은 주로 사질천매암질암으로 구성되고 결정질석회암, 녹니석편암, 점문상사질암 등이 협재된다. 도폭 내에서 괴산군 문광면 광덕리, 신기리, 청천면 여사왕리 지역에 분포하는 본 지층의 일반적인 주향은 북동 35°이나 경사는 지층 내에 발달하는 역전 향사습곡에 의해 상반된다.
용유리 지질도폭(1973)에서는 운교리층을 캄브리아기에 해당하는 지층으로 보았다. 괴산군 청천면 평단리~고성리에 분포하는 운교리층은 주로 암갈색 내지 암녹색의 세립질사질천매암으로 구성되고 결정질석회암 또는 석회규산염암이 렌즈상으로 협재된다. 지층 엽리의 주향과 경사는 북동 25~50°및 북서 60~80°이다.
장기홍과 박봉순(1977)은 괴산군 청천면 선평리 본동마을의 북측 산사면, 해발 약 220 m 지점(북위 36° 39′ 41″ 동경 127° 43′ 55″ / 북위 36.66139°  동경 127.73194° )의 백봉리층군 운교리층에서 암회색 저도변성니질암에서의 흔적 화석 콘드리테스(Chondrites)의 화석을 발견하였다. 콘드리테스의 범세계적인 산출 시기 범위는 (캄브리아기~)오르도비스기의 해성층이므로 운교리층의 지질시대는 고생대 전기일 가능성만 유효하다. 오르도비스기 창리층은 본 지층과 인접하여 평항하게 분포하므로 운교리층은 창리층과 비슷한 시기일 가능성이 크다.

### 장암리층
장암리층(長巖里層, Jangamri Formation)은 괴산군 청안면 장안리 일대에 소규모 분포하는 지층이다. 괴산 지질도폭(1972)의 장암리층은 괴산군 문광면 대명리 남서부에 분포하며 이곳의 장암리층은 상부 석회규산염암과 암회색 결정질석회암이 있다. 괴산화강섬록암과의 경계는 복잡하나 본 지층의 일반적인 주향과 경사는 북동 30°및 북서 45°이다. 대비가 가능한 타 지역의 지층은 없다. 증평 지질도폭(1971)의 좌구산층군 함역고회질석회규산염암층은 장암리층으로 연속되며 괴산군 청안면 장암리, 사리면 이곡리, 문광면 유평리에 북동-남서 방향으로 분포하며 함력고회질석회암 및 석회규산염암으로 구성된다.

### 황강리층
괴산~옥천 지역의 황강리층은 화강암의 관입으로 불연속적으로 분포한다. 괴산 지질도폭(1972)에 의하면 함력천매암질암으로 구성되고 문주리층을 정합으로 덮으며 괴산군 감물면 매전리, 장연면 장암리, 오가리, 송덕리와 칠성면의 대부분 지역에 분포한다.

## 옥천 누층군(이화령지역)
문경시 이화령~백화산 지역에는 옥천 누층군이 분포하며 이 부분은 문경 지질도폭(1967)에서 밑에서부터 백화산층, 조봉층, 이화령층으로 명명되었다. 이 지층은 단층과 백악기 화강암에 의해 옥천 누층군 주 분포지와 격리되어 있다.

### 백화산층
옥천 누층군 백화산층(PZoph)은 본 지역 옥천 누층군의 기저를 형성하며 이름이 나타내는 대로 백화산을 중심으로 서쪽으로는 이만봉과 시루봉, 북쪽으로는 갈미봉, 주흘산을 잇는 고산단애(高山斷崖; 낭떠러지)를 형성하고 있다. 백화산층의 원암(原巖)은 옥천 누층군 분포지역의 기저암인 흑색 내지 암회색 함력(含礫)천매암질암이었을 것으로 생각된다. 역(礫)은 대체로 규질암 또는 석회암으로 되나 주흘산 부근에서는 석회암력이 자철광으로 교대됨으로써 자철광력을 함유하고 있으며 또한 백화산에서 서부로 약 1.5 km 정도 떨어진 973 m 고지 부근에서 석회암력이 열수 교대되어 규회석(硅灰石)화 된 것을 볼 수 있다. 백화산층의 상, 하한은 백색 규질암 내지 담회색 규질 천매암질암으로 경계된다. 백화산층의 두께는 약 500 m이다.

### 조봉층
옥천 누층군 조봉층(PZoch)은 문경새재터널 부근 조봉과 이화령을 중심으로 하여 백화산층(PZoph) 상위에 정합적으로 발달하는 지층이다. 분포가 광범위하지 않고 노두의 발달도 적으나 백화산층이 발달하는 모든 곳에 정합관계로서 피복하고 발달한다. 주로 천매암질 운모편암으로 구성되며 간혹 사질암과 견운모 녹니석편암이 협재된다.

### 이화령층
옥천 누층군 이화령층(PZoih)은 문경 지역 내 옥천 누층군 지층 중 최상위층에 해당하며 이화령에서 조령산을 잇는 산릉부와 주흘산 부근에 소규모로 분포한다. 대부분 담회색 내지 회색 녹니석 편암으로 되나 간혹 견운모 녹니석 편암과 괴상(塊狀)의 사질암이 협재된다. 주흘산 부근에서는 주흘산 단층에 의해 절단되어 있다. 북측의 중생대 흑운모 화강암과의 인접부에서는 상당히 규화(珪化)되어 있다.
괴산군 연풍면 이화령 도로변의 옥천 누층군 이화령층

## 중생대화성암
괴산군 내에서 중생대 화성암은 괴산군 북서부 사리면~소수면 지역과 남동부 속리산 지역에 분포한다. 북서부의 반상 화강암, 흑운모 화강암 및 화강섬록암은 동일 기원의 화성암이나 마그마 분화 작용에 기인한 것으로 추정된다.

### 쥐라기 (조립질) 반상 화강암
쥐라기 반상 화강암은 괴산군 청안면과 사리면 북서부, 보광산 지역에 분포하는 화강암으로 김제시에서 충주시까지 발달하는 거대한 저반암체인 대보 화강암의 일부이며 음성군과 증평군 지역으로 이어진다. 희미한 편마 구조를 보이며 엽리의 일반적인 주향은 북동 50° 방향이다. 괴산군 사리면 수암교 근처에서는 유색광물이 적으며, 엽리가 발달하여 편마암상 구조를 띠기도 하며, 판상 절리가 발달한다.

### 쥐라기 괴산 화강섬록암
괴산화강섬록암은 괴산군 소수면 고마리~사리면 화산리~문광면 유평리~괴산읍 정용리~괴산군청 소재지 지역에 암주(巖柱) 형태로 발달하며 암상은 세립 내지 중립질로서 장석, 각섬암, 흑운모와 소량의 석영으로 구성된다. 각섬석이나 흑운모는 심한 변질을 받아 녹니석화 되었으며 옥천 누층군과의 접촉 부분에서는 흑운모, 각섬석이 밀집되어 편리를 보여주어 편마암상 구조를 보인다. 조립질 반상 화강암과의 경계는 점이적이나 예외적으로 괴산읍 정용리 부근에서는 조립질 반상 화강암→편상화강암→괴산 화강섬록암 순서로 급격히 변화하며 괴산 화강섬록암 내에서도 곳에 따라 뚜렷한 엽리가 발달한다.

### 백악기흑운모화강암
백악기 흑운모 화강암은 문경새재~희양산(996 m)~대야산(991 m)~속리산 국립공원 북부 지역에 분포하는 화강암으로 불국사 화강암의 일부이다. 문경 지질도폭(1967)에 의하면 대체로 조립질 흑운모 화강암으로 판상 절리가 발달하며 현미경 하에서 석영, 장석, 흑운모로 구성되고 소량의 지르콘을 함유한다.

### 백악기(우백질) 반상 화강암과괴산 화양구곡

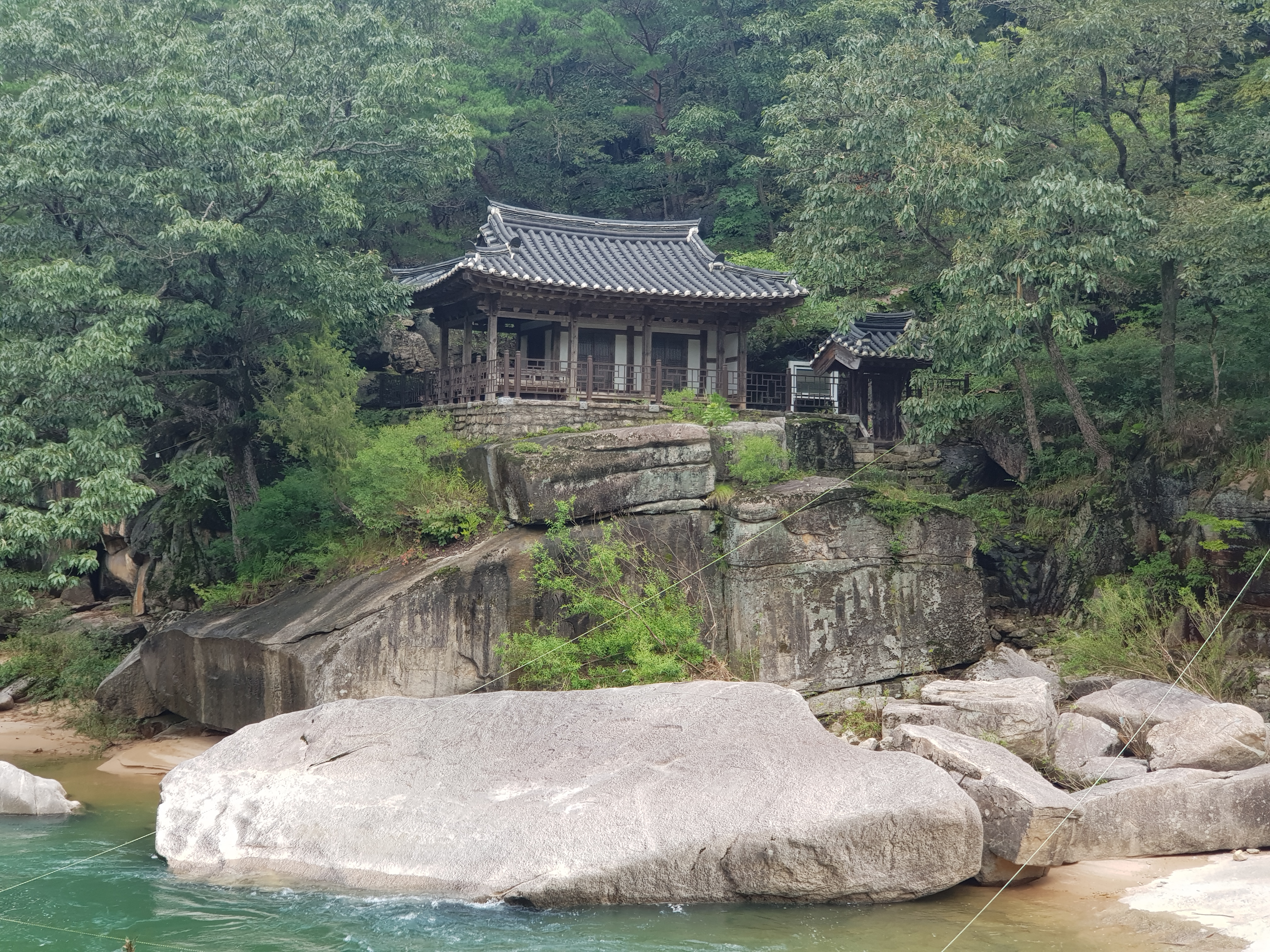
괴산 화양구곡 암서재와 우백질 반상 화강암

백악기 (우백질) 반상 화강암은 괴산군 청천면 도명산(648 m), 괴산 화양구곡, 칠성면 쌍곡리, 연풍면 주진리 지역에 분포하며 이후 문경새재 지역의 백악기 흑운모 화강암으로 연속된다. 흑운모 화강암과는 점이적 관계이며 흑운모 화강암의 분화 작용으로 형성된 것으로 추정된다.
괴산 화양구곡(槐山 華陽九曲)은 충청북도 괴산군 청천면에 있는 계곡이며 한국의 화강암 지형이다. 2014년 8월 28일 대한민국의 명승 제110호로 지정되었다.

### 암맥
산성 및 염기성 암맥류는 모든 지층과 화성암을 관입하며 특히 연풍면-머리골 간의 황강리층과 괴산읍 대덕리 일대의 조립질 반상 화강암 내에 암주 형태로 집중적으로 관입하였다. 암맥은 대부분 석영반암, 반화강암 내지 화강반암이며 그 밖에 석영맥과 황반암, 분암 등의 염기성 암맥이 있다.
괴산군 연풍면 이화령 도로변의 중생대 백악기 흑운모 화강암

## 광산과 지하자원

### 덕평리 우라늄 광화대
충청북도 괴산군 청천면 덕평리 지역은 옥천대 옥천 누층군의 대표적인 우라늄 광화대 지역으로, 옥천 누층군의 흑색 (탄질)점판암이 분포하는 이 지역에서는 우라늄을 함유한 옥천 누층군 지층이 산능성이를 따라 연장 1.5 km, 폭 0.32 km, 두께 7~8 m의 렌즈상으로 분포하여 국부적으로 우라늄의 함량이 타 지역에 비해 매우 높게 나타나는 것으로 보고되어 있다.
- 김태순 외(1978)에 의하면 덕평리 지역에서 우라늄 광상에 의한 자연 방사능의 영향을 조사한 결과 토양에서 타 지역보다 높은 10~30 ppm 이상이 함유되어 있고 현지에서 생산된 농작물의 우라늄 평균 함량은 깨 0.99 ppm, 감자 0.92 ppm, 벼 0.6 ppm, 콩 0.52 ppm, 보리 0.37 ppm, 옥수수 0.26 ppm이며 덕평리 주민 1인이 하루에 섭취하는 우라늄의 양은 247.3 마이크로그램인 것으로 측정되었다.[33]
- 최선경 외(1999)에 의하면 덕평리 지역에서 함우라늄 흑색 셰일에 기인한 표토 시료를 채취한 결과 논 118 ppm, 밭 109 ppm, 산 221 ppm, 광미시료 299 ppm, 산토양 시료에서 725 ppm에 이른다.[34]
- 김영환(2000)에 의하면 덕평리 지역 시료들의 전암 화학 분석 결과 흑색 점판암에는 각종 희유(稀有)금속의 원소들이 농집되어 있는데, 원소별 최대 농도는 바륨 7.2 wt. %, 몰리브데넘 1112 ppm, 우라늄 650 ppm, 아연 2585 ppm, 바나듐 4111 ppm, 이트륨 253 ppm으로 측정되었다. 그리고 흑색 점판암의 구성 광물 중에는 우라늄 광물인 우라니나이트(섬우라늄석), 제노타임, 우라노서사이트가 포함되어 있다.[35]
- 이종윤 외(2002)에 의하면 덕평리 지역 함우라늄 흑색셰일 내 우라늄 함량은 총 349 ppm이며 대부분 탄산염과 유기물질 및 황화물에 수반되어 나타난다.[36]
- 신동복과 김수정(2011)에 의하면 덕평리 지역 탄질점판암의 우라늄 평균 함량은 360 ppm, 최고 1101 ppm (1kg당 1.1g)을 함유한 것으로 측정되었으며 이는 동 지역의 흑색 점판암의 우라늄 함량(1.3~21.3 ppm)보다 매우 높다.[37]
- 김수정(2012)에 의하면 덕평리의 흑색 및 탄질점판암에서 우라늄 광물인 토라이트, 에카나이트, 우라니나이트가 산출된다. 우라늄 광화대에는 백금족 원소가 수반되며 우라늄 광화작용은 해저의 고온 환경에서 생성된 것으로 해석되었다.[38]

### 입석 철광산
입석 철광산(入石鐵山)은 괴산군 연풍면 적석리 화전리층 석회규산염암과 세립질 화강암의 경계에 발달하는 교대 광상으로 광체의 심도는 얕다.

### 장풍광산
장풍광산(長豊鑛山)은 괴산군 장연면 오가리에 위치하며 황강리층 내 함력천매암질암과 천매암을 관입한 흑운모 화강암중에 부존되어 있다. 화강암의 석영맥은 황동석과 황철석을 수반한다.

### 무연탄
옥천 누층군 구룡산층 내 흑색 점판암에는 무연탄이 소규모 산출된다.

## 광천수
괴산군에는 괴산군이 관리하는 7개 약수터(월문리 약수터, 찬새미 약수터, 솔티찬 샘물, 모래재 옹달샘, 안민동 약수터, 공설운동장, 칠성면 사은리 산막이 약수터)가 있다. 이중 월문리, 찬새미, 솔티찬샘물, 공설운동장, 산막이 5개 약수터는 괴산군에서 분기마다 수질검사를 실시하고 있다.

### 월문리 약수터
월문리 약수터는 괴산군 청천면 월문리 산 34 지역에 위치하며 지표 지질은 편암류로 구성되는 미동산층이다.

### 찬새미 약수터
찬새미 약수터는 괴산군 소수면 수리 800 지역에 위치하며 주변의 지질은 옥천 누층군 계명산층, 쥐라기 화강암, 백악기 산성암맥(석영반암) 등으로 구성된다.

### 솔티찬 샘물
솔티찬 샘물은 괴산군 장연면 송덕리 산 53-2 지역에 위치하며 지표 지질은 옥천 누층군 황강리층이다.

### 산막이 약수터
산막이 약수터는 괴산군 칠성면 사은리 산막이옛길에 위치하며 일대의 지질은 옥천 누층군 황강리층과 문주리층이다.

## 같이 보기
- 한국의 지질
- 옥천 누층군
- 속리산
- 괴산군